# Yukarıboğaz
Yukarıboğaz ist ein Dorf im Landkreis Tavas der türkischen Provinz Denizli. Yukarıboğaz liegt etwa 69 km südlich der Provinzhauptstadt Denizli und 29 km südlich von Tavas. Yukarıboğaz hatte laut der letzten Volkszählung 273 Einwohner (Stand Ende Dezember 2010).